# Centre régional d'information et de prévention du sida et pour la santé des jeunes
Pour les articles homonymes, voir CRIPS.
 (juillet 2017).
Le Crips Île-de-France (Centre régional d'information et de prévention du sida) est un organisme associé à la région Île-de-France qui intervient dans la lutte contre le VIH/sida, les hépatites, les usages de drogues et les conduites à risque des jeunes. Il a pour objectif d'aider à l'élaboration de produits adaptés en matière de prévention et à la mise en œuvre d'actions.

## Histoire
Le CRIPS Île-de-France est fondé en 1988. Il fut présidé par Jean-Luc Romero. En 2009, il forme 160 000 lycéens et apprentis franciliens sur les questions de sida, IST, hépatites, addictions, etc. En 2016, Jean Spiri, conseiller régional d’Île-de-France lui succède. Il a un budget de 5 millions d'euros et 53 salariés,.
En 2019, à l'occasion du Fonds mondial de lutte contre le sida, la tuberculose et le paludisme qui a lieu à Lyon, le Crips IDF lance La Boucle du Ruban Rouge, un projet inter-associatif qui vise à interpeller le président de la République, Emmanuel Macron, sur l'augmentation de la contribution de la France.